# Bradysia hartii
Bradysia hartii är en tvåvingeart som först beskrevs av Oskar Augustus Johannsen 1912.  Bradysia hartii ingår i släktet Bradysia och familjen sorgmyggor.
Artens utbredningsområde är Illinois. Inga underarter finns listade i Catalogue of Life.